# Šuničiró Okano
Šuničiró Okano (28. srpen 1931, Tokio – 2. února 2017, Tokio) byl japonský fotbalista a trenér.

## Reprezentační kariéra
Šuničiró Okano odehrál za japonský národní tým v roce 1955 celkem 2 reprezentační utkání. V sezóně 1970–1971 trénoval japonský reprezentační tým.
Zemřel 2. února 2017 v tokijské nemocnici na rakovinu jater.

## Statistiky
| Japonsko | Japonsko | Japonsko |
| Roky     | Záp.     | Góly     |
| -------- | -------- | -------- |
| 1955     | 2        | 0        |
| Celkem   | 2        | 0        |